# Trouble (Lied)
Trouble ist ein Rock-Pop-Song aus dem Jahr 2003, den die US-amerikanische Sängerin P!nk gemeinsam mit Tim Armstrong schrieb.

## Inhalt und Hintergrund
In dem von Tim Armstrong geschriebenen und auch produzierten Song geht es um Ärger (machen). Die Sängerin meint unter anderem, dass sie der Ärger in Person sei und Unruhe in ihrer Stadt stifte.
Der Song wurde am 27. Oktober 2003 in Deutschland von Arista Records als Single veröffentlicht. Es handelt sich nach Feel Good Time um die zweite Singleauskopplung ihres Albums Try This. Das Lied ist 3:28 Minuten lang.
Das Musikvideo zur Single wurde unter der Regie von Sophie Muller anlehnend an das Western-Genre gedreht. In dem Video spielen die Pussycat Dolls und Jeremy Renner mit. Die Kinderdarstellerin Kelsey Lewis verkörperte bereits in dem Musikvideo Family Portrait die junge P!nk.

## Chartplatzierungen
| ChartsChartplatzierungen       | Höchstplatzierung | Wochen |
| ------------------------------ | ----------------- | ------ |
| Deutschland (GfK)              | 7 (13 Wo.)        | 13     |
| Österreich (Ö3)                | 5 (23 Wo.)        | 23     |
| Schweiz (IFPI)                 | 5 (14 Wo.)        | 14     |
| Vereinigtes Königreich (OCC)   | 7 (13 Wo.)        | 13     |
| Vereinigte Staaten (Billboard) | 68 (1 Wo.)        | 1      |

## Titelliste der Single
| #  | Titel                | Länge |
| -- | -------------------- | ----- |
| 1. | Trouble (Radio Edit) | 3:15  |
| 2. | Delirium             | 3:42  |
| 3. | Free                 | 9:12  |
| 4. | Trouble (Video)      | 3:56  |